# Mercatello sul Metauro
Mercatello sul Metauro est une commune d'environ 1 500 habitants, située dans la province de Pesaro et Urbino dans la région Marches en Italie centrale.

## Histoire
L'origine de Mercatello remonterait au XIIe siècle av. J.-C. à l'initiative des Ombriens (« Umbri ») et resta en dehors des possessions étrusques. Par la suite elle fut conquise par les Romains, Auguste l'insera dans la Regio VI Umbria entre les deux municipes de Tiphernum Metaurense et Tiphernum Tiberinum.  Détruite lors des invasions barbares et reconstruite par les Lombards au VIe siècle sous le nom de « Pieve d'Ico  ».
D'abord sous l'autorité de Città di Castello puis de Massa Trabaria (IXe siècle), le petit bourg sous le contrôle direct du pape fut déclaré libre par les papes Celestin II et Alexandre III (XIIe siècle).
En 1235 le pape Grégoire IX proposa au parlement de Massa Trabaria de regrouper la population des sept châteaux forts qui entouraient  Mercatello dans le territoire de l'église qui devient ainsi un territoire fortifié et prend son nom actuel (« Mercatello » signifie petit marché en français)  par les nombreux marchés qui s'y déroulaient.
En 1437 la cité a été annexée au duché d'Urbino et en 1636 elle devient vicariat dans le diocèse d'Urbania et revient de fait dans le giron de l'État pontifical.
Le 11 septembre 1860 Mercatello entra dans le royaume d’Italie et à partir de ce moment, l’histoire de la ville suivit l’histoire de l’Italie tout entière.
C'est à Castello della Pieve, un petit hameau de Mercatello sul Metauro  que le 4 octobre 1301, comme le rappelle une plaque apposée sur la tour du bourg médiéval que Charles de Valois décréta avec Corso Donati, recteur de Massa Trabaria l'exil de Dante Alighieri de Florence

## Culture
- Église San Francesco
- Crucifix peint

## Fêtes, foires
- Palio del Somaro : mois de juillet.

## Personnalités nées à Mercatello
- Dante Agostini
- Antonio Bencivenni
- Sainte Margherita da Città di Castello
- Sainte Véronique Giuliani

## Montaigne à Mercatello
Montaigne en 1581 a transité par Mercatello lors de ses voyages en Italie, pour son trajet entre Urbino et Sansepolcro.

« Après De là suivant cete pleine nous traversames encores une autre villete de mesme jurisdiction, nommée Marcatello, & par un chemin qui comançoit deja à santir la montaigne de l’Apennin. »

— Journal du voyage de Michel de Montaigne en Italie par la Suisse et l’Allemagne en 1580 et 1581.

## Administration
| Période                                  | Période  | Identité         | Étiquette    | Qualité |
| ---------------------------------------- | -------- | ---------------- | ------------ | ------- |
| 14 juin 2004                             | En cours | Giovanni Pistola | Forza Italia |         |
| Les données manquantes sont à compléter. |          |                  |              |         |

### Hameaux
Castello della Pieve

### Communes limitrophes
Apecchio, Borgo Pace, Carpegna, Città di Castello, San Giustino, Sant'Angelo in Vado, Sestino